# Ammothella appendiculata
Ammothella appendiculata är en havsspindelart som först beskrevs av Dohrn, A. 1881.  Ammothella appendiculata ingår i släktet Ammothella och familjen Ammotheidae. Inga underarter finns listade i Catalogue of Life.